# NGC 3126
NGC 3126 est une vaste galaxie spirale située dans la constellation du Petit Lion. NGC 3126 a été découverte par l'astronome prussien Heinrich d'Arrest en 1864.

## Caractéristiques
Sa vitesse par rapport au fond diffus cosmologique est de 5 415 ± 20 km/s, ce qui correspond à une distance de Hubble de 79,9 ± 5,6 Mpc (∼261 millions d'al).
La classe de luminosité de NGC 3126 est II et elle présente une large raie HI. De plus, c'est une galaxie du champ, c'est-à-dire qu'elle n'appartient pas à un amas ou un groupe et qu'elle est donc gravitationnellement isolée. NGC 3125 est peut-être une galaxie à noyau actif (AGN ?).
Selon la base de données Simbad, NGC 3126 est une galaxie LINER, c'est-à-dire une galaxie dont le noyau présente un spectre d'émission caractérisé par de larges raies d'atomes faiblement ionisés.
À ce jour, quatre mesures non basées sur le décalage vers le rouge (redshift) donnent une distance de 62,375 ± 2,029 Mpc (∼203 millions d'al), ce qui est à l'extérieur mais compatible avec les valeurs de la distance de Hubble. Notons cependant que c'est avec la valeur moyenne des mesures indépendantes, lorsqu'elles existent, que la base de données NASA/IPAC calcule le diamètre d'une galaxie et qu'en conséquence le diamètre de NGC 3126 pourrait être d'environ 67,4 kpc (∼220 000 al) si on utilisait la distance de Hubble pour le calculer.